# Diagnoses Plantarum Novarum Hispanicarum
Diagnoses Plantarum Novarum Hispanicarum (abreviado Diagn. Pl. Nov. Hisp.) es un libro con ilustraciones y descripciones botánicas que fue escrito por el botánico, matemático y explorador suizo Pierre Edmond Boissier. Fue publicado en 1842.